# Parc national du Serengeti
Pour les articles homonymes, voir Serengeti.

Carte situant le parc national du Serengeti en Tanzanie.

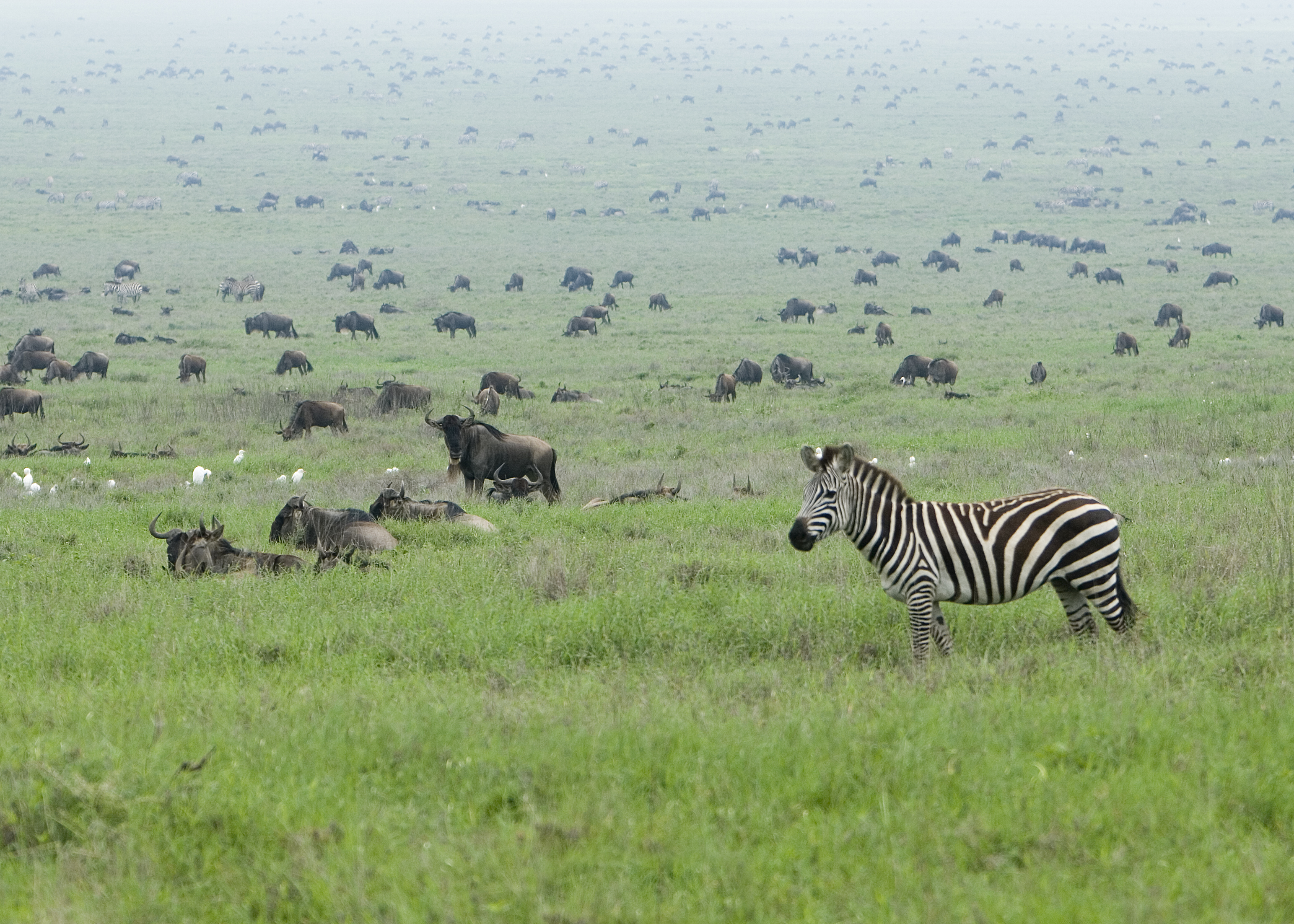
Zèbres et gnous dans le parc national du Serengeti.

Le parc national du Serengeti (parfois Sérengéti) est un grand parc national situé dans le nord de la Tanzanie qui s'étend sur 14 763 km2. C'est le second parc animalier d'Afrique ; environ quatre millions d'animaux dont plus de 400 espèces d'oiseaux y sont présents. Il est surtout connu pour ses deux migrations annuelles de millions de gnous, zèbres et gazelles de Thomson.

## Description
Le parc du Serengeti et la zone de conservation du Ngorongoro constituent un environnement de rivières et de lacs, favorable aux gnous qui y sont très nombreux. On estime leur nombre à près de un million six cent mille, qui se réfugient au Kenya pendant la saison sèche. Ils reviennent avec la pluie et l'on peut voir de longues processions d'animaux en quête d'herbe fraîche. Cette migration annuelle est le phénomène naturel marquant de ce parc. 
Cette migration engendre que les animaux sont visibles dans différentes parties du parc selon la saison : dans le nord de juillet à octobre, dans le sud de décembre à mars, dans le centre (Seronera) aux périodes intermédiaires. 
Outre les gnous qui dominent en nombre, sont également représentés les cinq espèces que constituent les Big Five (nom donné à cet ensemble d'espèces par les chasseurs dans les safaris africains au cours du XXe siècle) que sont le lion, le léopard, l'éléphant, le rhinocéros (en faible nombre) et le buffle africain (Syncerus caffer). Le parc abrite aussi des hyènes, des guépards, des zèbres, des girafes, rapaces, et de nombreuses autres espèces. Cette profusion d'animaux a généré une économie locale tournant autour de ce que l'on appelle parfois l'écotourisme et la Tanzanie est aujourd'hui très attentive à exploiter de manière rationnelle cette richesse locale à la fois par des politiques de protection et une taxation spécifique des activités touristiques.
Près du parc se trouve Olduvai Gorge, où de nombreux fossiles et vestiges humains ont été exhumés. Le parc est également contigu à l'aire de conservation du Ngorongoro, et est une partie du grand écosystème du Serengeti. Il est listé par l'UNESCO comme patrimoine mondial. L'entité administrative pour tous les parcs de Tanzanie se nomme Parcs Nationaux de Tanzanie (Tanzania National Parks, ou TANAPA).
Myles Turner fut un des premiers gardiens du parc, on lui doit les premières mesures contre le braconnage. On trouve dans son autobiographie Mes années au Serengeti (My Serengeti Years) une intéressante histoire des débuts du parc.
Le Serengeti a été un des lieux où se sont révélés des photographes animaliers reconnus internationalement comme Yann Arthus-Bertrand et il est aujourd'hui le lieu de rendez-vous de nombreux photographes amateurs ou professionnels en quête de safari photo. De nombreux documentaires animaliers destinés à la télévision y sont tournés.

## Populations

### Herbivores
- Gnous : 1 600 000
- Gazelles de Thomson : 300 000
- Zèbres : 250 000
- Impalas : 120 000
- Buffles : 100 000
- Gazelles de Grant : 30 000
- Topis : 30 000
- Bubales : 20 000
- Élands : 13 000
- Girafes : 12 000
- Éléphants : 2 100

### Carnivores
- Hyènes : 7 500
- Lions : 3 000
- Guépards : 350
- Lycaons : ?

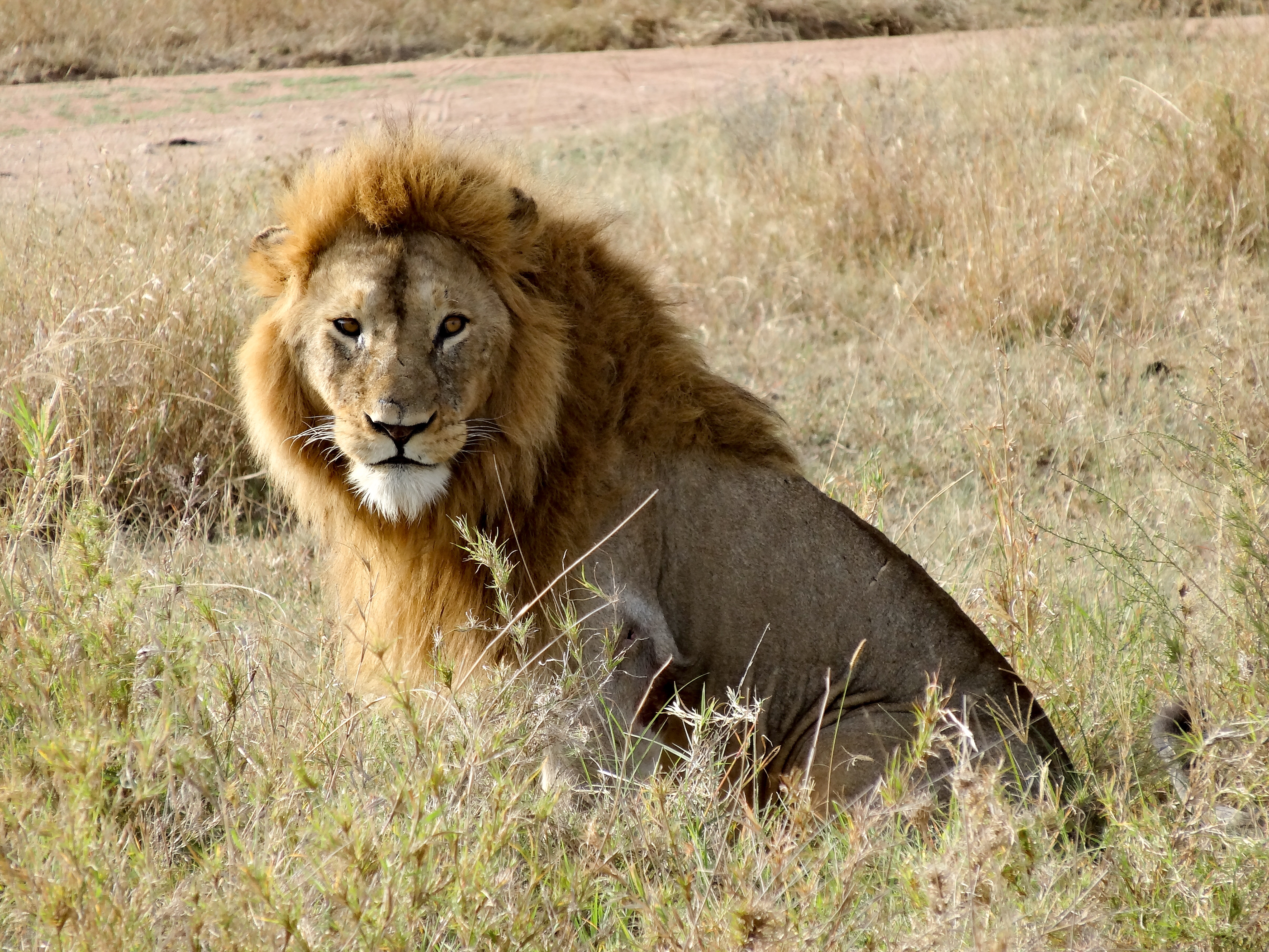
Lion mâle dans le parc.

Le léopard constitue une population extrêmement difficile à recenser, car l'animal est très discret. Il se camoufle et habite les arbres et les rochers. Il s'adapte à différents biotopes (les zones accidentées, montagneuses, boisées, les rivières, lacs et savanes d'acacias). D'après des recherches[réf. souhaitée], le léopard reste abondant dans le parc national du Serengeti.
Le parc national du Serengeti est le seul parc de Tanzanie où les guépards et les léopards peuvent facilement être aperçus lors des safaris photos. Il y a très peu de chance d'apercevoir ces deux espèces dans les autres parcs.

## Dangers et risques pour l'écosystème et pour le parc
Selon les scientifiques qui l'étudient, ce parc emblématique de la grande faune et des paysages de plaines de cette partie de l'Afrique  (Serengeti signifie « plaines infinies » en langue des massaïs) « est loin d'être garanti à perpétuité ». 
Il est en effet vulnérabilisé par plusieurs phénomènes dont la conjonction pourrait peut-être causer sa disparition en une décennie si rien n'est fait :
- la croissance démographique a très rapidement augmenté en périphérie du parc : de 8 millions d’habitants en 1961, la Tanzanie est passée à 50 millions en 2015 et à ce rythme, ce nombre pourrait doubler en 20 ans. Corrélativement, le braconnage (voir l'article Braconnage en Tanzanie) et le cheptel ont aussi augmenté avec un risque aggravé de surexploitation des pâturage, des écosystèmes et des sols qui les supportent. Les brûlis et la cuisine sur des feux ouverts aggravent cette situation[5].

- la pression anthropique sur les écosystèmes (et notamment sur la faune[6]) du parc augmente et est source de changements rapides et visibles. Le Parc se prolonge vers le Kenya dans la forêt de Mau et vers le dernier grand ensemble de forêts vierges de montagne de l'Afrique, mais ce massif se dégrade également progressivement et c'est dans ce bassin que naît la Mara qui irrigue et draine le parc selon les saisons, cette rivière étant considérée comme « la pierre angulaire de l'ensemble de l'écosystème du parc national », mais elle est aussi utilisée par les populations riveraines pour leurs besoins alimentaires, sanitaires, d'irrigation et d'élevage du bétail alors que dans le même temps la consommation de bois de chauffage et d’œuvre augmente aussi dans la région, et que la chasse de viande de brousse et la pêche s'intensifient, au détriment de la richesse du milieu et des services écosystémiques qui lui étaient liée. La forêt de Mara, écosystème précieux et unique commence à être coupée et poussés par l'explosion démographique, un nombre croissant de personnes pénètre toujours plus loin dans le parc national pour en extraire des ressources naturelles[5].

- le dérèglement climatique commence en outre à être apparent, avec un climat devenu plus chaud, un allongement de la saison sèche et des pluies plus intense, source d'une érosion et d'affouillements du sol[7]. La végétation, les animaux et les humains doivent s'adapter à ces changements, alors que le milieu devient plus vulnérable et que la pression humaine augmente[5].

- les infrastructures routières : l'extension et l'amélioration des finances locales et nationales, et la pression touristique ont conduit à améliorer et étendre le réseau routier et des infrastructures (eau, électricité) jusqu'à projeter de couper le parc par une route qui sera une source majeure de fragmentation écopaysagère, en intersectant notamment le trajet de la migration des gnous (ce projet a suscité une controverse au niveau national et international notamment au niveau du WWF[réf. souhaitée] ou de l'UICN[réf. souhaitée], et le débat n'est pas clos[Quand ?]), non seulement pour ses impacts socio-environnementaux, mais aussi parce qu'il pourrait conduire à favoriser la diffusion du SIDA, le braconnage[8] ou la surexploitation de certaines ressources. Une étude de l'université de Guelph a conclu en 2011 que cette route pourrait à elle seule rendre impossible la vocation d'aire naturelle protégée du parc[9]. En juillet 2010, le gouvernement tanzanien annonce publiquement le projet de construction d'une route nationale qui traverserait le nord parc sur une distance de 53 km et couperait la voie de migration des herbivores[10],[11].

- autres infrastructures : selon certaines sources, la construction d'un aéroport international est envisagée dans la réserve voisine d'Ikorongo qui est aussi une des routes de migration[12],[13].

## Études et recherche
Un très grand nombre de films et d'études ont porté sur le parc national. 
Un grand projet de recherche, intitulé « Lier la biodiversité, les fonctions et services écosystémiques dans la région du Serengeti-Mara, en Afrique de l'Est » est financé par l'Union européenne. Il implique une centaine de scientifiques (démographes, écologues, épidémiologistes, écoépidémiologistes et praticiens des sciences humaines et sociales) et doit produire en 2015 le bilan de la situation globale du Serengeti. Les chercheurs sont pour la plupart de 13 établissements de recherche situés au Kenya, en Tanzanie, au Danemark, en Norvège, en Allemagne, en Écosse et aux Pays-Bas. Ce projet est piloté par Eivin Røskaft (Professeur de biologie à l'université norvégienne de sciences et de technologie (NTNU) selon qui « dans le pire des cas, le Serengeti pourrait disparaître complètement en quelques décennies » ; ces scientifiques auront à faire le point sur les tendances et modifications démographiques (croissance de la population, la fécondité et la mortalité) et écopaysagères, leurs effets sur les cycles de vie des gnous, zèbres, impalas et des chiens sauvages africains. Ils évalueront aussi les changements dans la prévalence de maladies telles que le paludisme, la maladie du sommeil car propagées par des vecteurs biologiques pouvant être influencés par les changements environnementaux (respectivement moustique et mouche tsé-tsé dans ce cas), et les changements climatiques peuvent modifier le mode de transmission de la maladie. Des étudiants de niveau maîtrise et des doctorants se joindront à l'équipe de recherche, dont plusieurs viennent de Tanzanie. Ce travail vise aussi à « renforcer l'expertise en Tanzanie », y compris au niveau des habitants qui sont les premiers concernés par ces ressources naturelles encore abondantes, précise Røskaft.